# Dewald Donald
Dewald Donald (Sudáfrica, 3 de febrero de 2000) es un jugador profesional sudafricano de rugby que se desempeña en la posición de pilar izquierdo en Seattle Seawolves, equipo perteneciente a la liga Major League Rugby.

## Carrera
En 2020, Donald se unió al equipo Blue Bulls (2020-2021), después pasó a Seattle Seawolves, con el cual disputa su tercera temporada en la Major League Rugby. También fue parte de la selección de rugby sub-18 sudafricana.